# Anger-Crottendorf

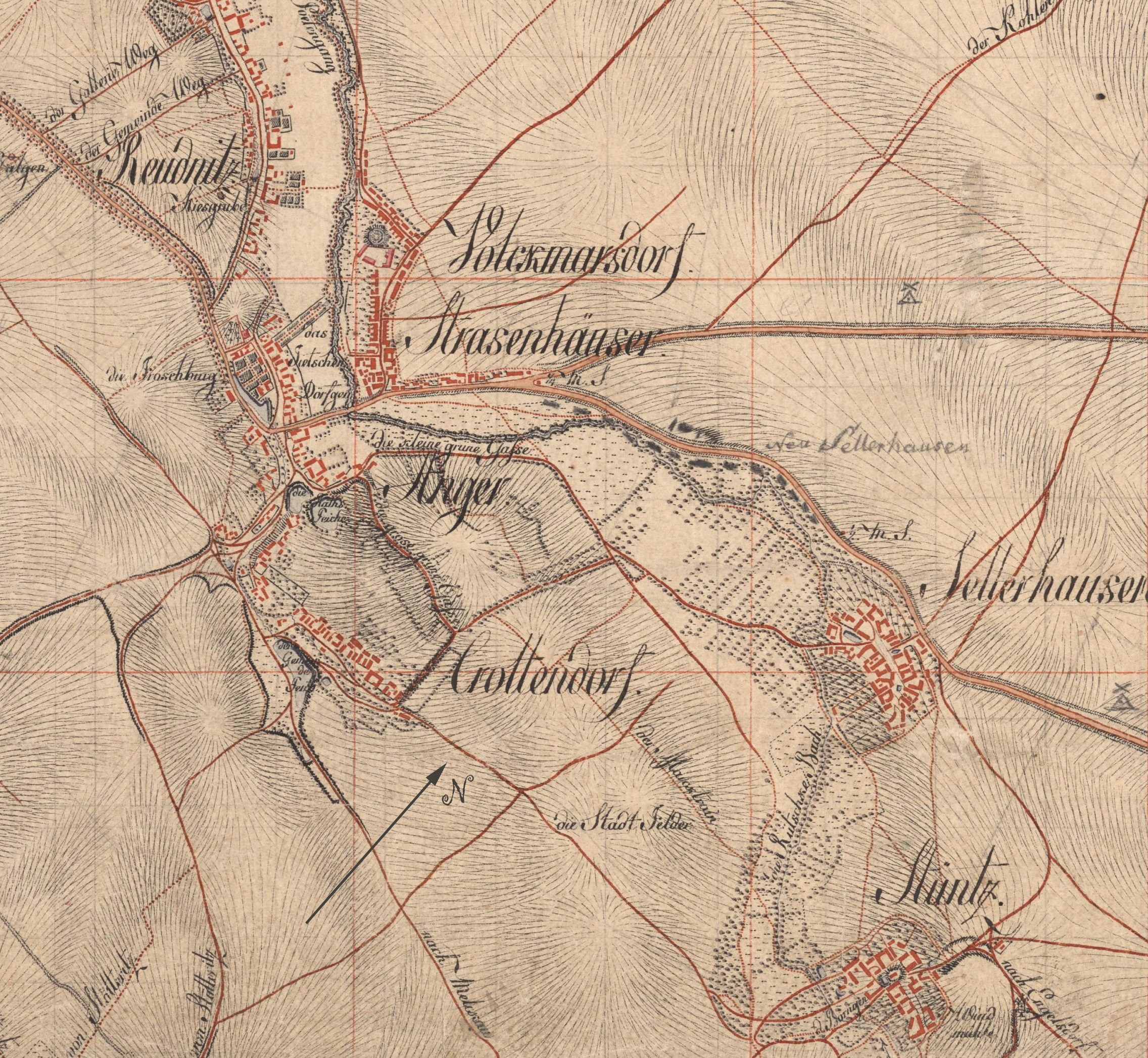
Anger und Crottendorf auf einer Karte von 1802

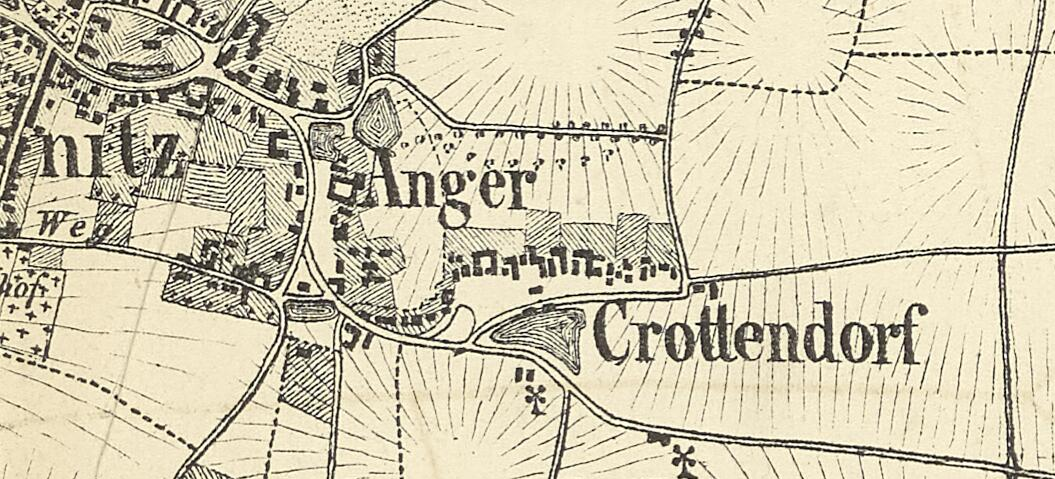
Anger-Crottendorf auf einer Karte von 1863

Anger-Crottendorf ist ein Ortsteil im Stadtbezirk Ost von Leipzig. Er besteht aus den Stadtteilen Anger und Crottendorf.

## Geographie

### Lage
Anger-Crottendorf liegt etwa 2,5 km östlich des Stadtzentrums von Leipzig. Seine Nachbarortsteile sind von Norden im Uhrzeigersinn Sellerhausen-Stünz, Mölkau, Stötteritz, Reudnitz-Thonberg, Neustadt-Neuschönefeld und Volkmarsdorf. In seinem östlichen Teil enthält Anger-Crottendorf einen Teil des Auengebietes der Östlichen Rietzschke.
Der für administrative und statistische Zwecke definierte Ortsteil Anger-Crottendorf ist nicht identisch mit dem Gebiet der früheren Gemeinde gleichen Namens. Bei der kommunalen Neugliederung der Stadt von 1992 wurden die überwiegenden Teile der Gemarkungen Anger und Crottendorf sowie der Volkspark Stünz bei kleinen Grenzabweichungen zum Ortsteil Anger-Crottendorf. Er umfasst den größten Teil der Gemarkungen Anger und Crottendorf, den Südteil der Gemarkung Stünz (mit dem Volkshain Stünz) sowie kleine Teile der Gemarkung Reudnitz. Umgekehrt wurde der nördlich der Wiebelstraße gelegene Zipfel der Gemarkung Anger dem Ortsteil Volkmarsdorf sowie die westlich der Breiten Straße und südlich der ehemaligen Bahnlinie vom Eilenburger Bahnhof gelegenen Teile dem Ortsteil Reudnitz-Thonberg zugeordnet.
Die historische Grenze zwischen den Gemarkungen Anger und Crottendorf verläuft entlang der Zweinaundorfer, Borsdorfer und Bernhardstraße: Anger lag südlich und westlich davon (mit der Breiten Straße, der Schule in der Martinstraße sowie dem Ostfriedhof), Crottendorf nördlich und östlich (mit der Trinitatiskirche und der Schule in der Karl-Vogel-Straße).

### Ortstypik
Anger-Crottendorf weist wegen seiner früh einsetzenden städtischen Entwicklung, die aus der Stadtnähe resultiert, kaum noch Züge seiner dörflichen Geschichte auf. Seit der Stilllegung von Industriebetrieben nach der Wende ist es eine reine Wohngegend. Die Wohnbebauung umfasst Gebäude von der Gründerzeit bis in die Gegenwart. Dabei war der Stadtteil weder eine proletarisch geprägte Wohngegend noch eine Wohngegend für das wohlhabende Bürgertum. Villen fehlen fast vollständig.
Ein Charakteristikum von Anger-Crottendorf sind die zahlreichen Bahntrassen, die das Gebiet berühren oder schneiden. Dadurch ist die Anzahl der Verbindungen zu benachbarten Stadtteilen aber auch innerhalb des Gebietes eingeschränkt. Im Süden verlief die Eilenburger Bahn, für deren Querung um 1900 Brücken mit Rampen in der Riebeck- und der Martinstraße errichtet wurden. Nach Osten unterqueren ebenfalls nur zwei Straßen die Bahnlinien, die Zweinaundorfer und die Theodor-Neubauer-Straße. Das Gebiet um die Wichernstraße liegt zwischen den Bahntrassen Leipzig Hbf–Leipzig-Connewitz und Leipzig-Engelsdorf–Leipzig-Connewitz.
Eine Besonderheit stellt die östlich vom Ostfriedhof, an der Flurgrenze zu Mölkau liegende Sternsiedlung Ost dar. 1933–1935 erbaut, war sie eine von drei in Leipzig nach gleichem Prinzip erbauten Wohnsiedlungen. Jeweils sechs Haushälften auf einem sternförmigen Grundriss bilden eine Einheit.

### Stadtgrün
Anger-Crottendorf weist trotz seiner zentrumsnahen Lage viel Grün auf. Da sind zunächst die zahlreichen Kleingartenvereine zu nennen, die zu Beginn des 20. Jahrhunderts aus den Gemüseanbaufeldern in der Rietzschkeaue entstanden. Als „Kleingartenpark Südost“ sind sie Teil des Landschaftsschutzgebietes „Östliche Rietzschke“.

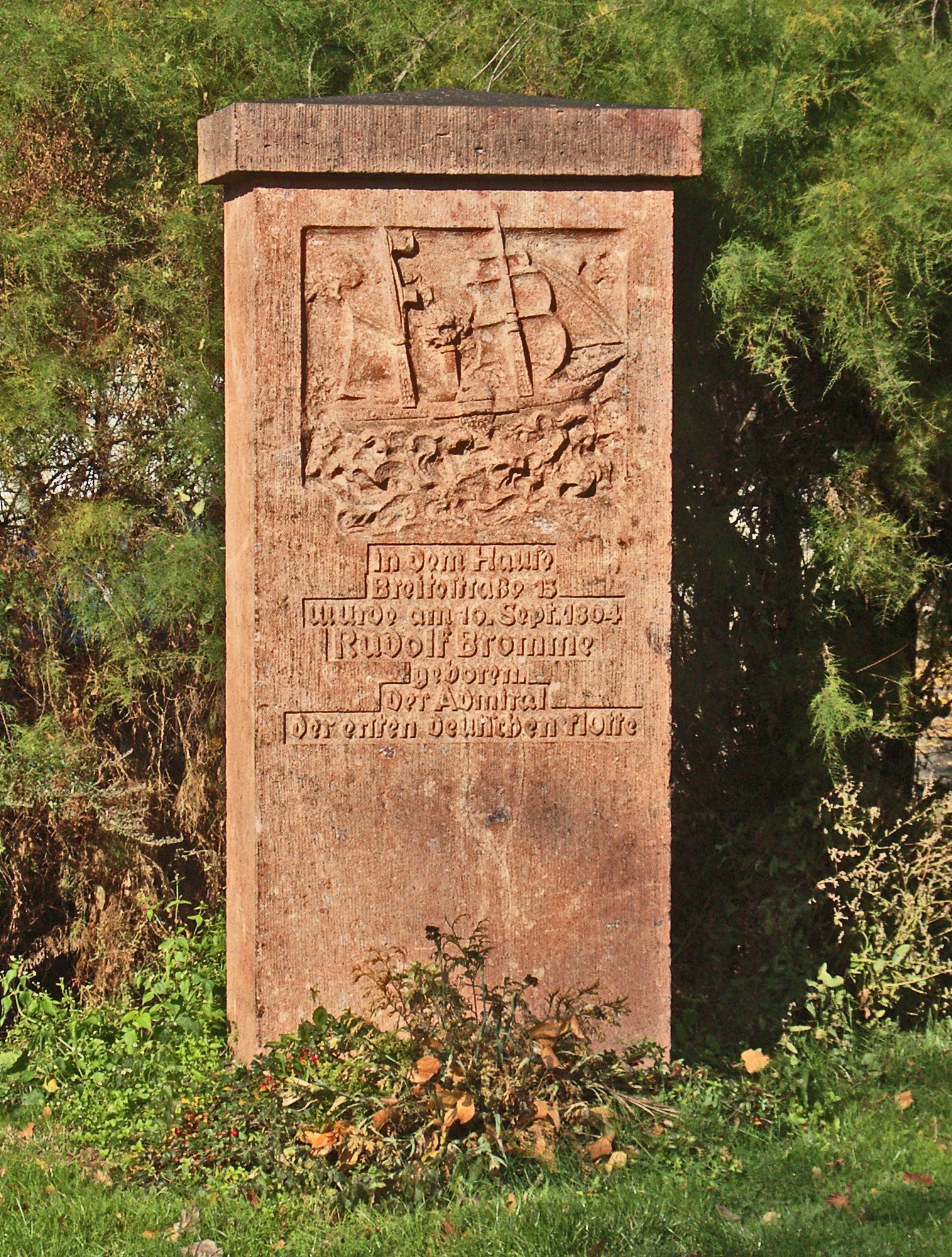
Bromme-Denkmal im Ramdohrschen Park

In den alten Gemarkungsgrenzen von Anger und Crottendorf gibt es zwei relativ kleine Parkanlagen, die aus ehemaligen Villengärten hervorgegangen sind. Der Ramdohrsche Park an der Breiten Straße gehörte ehemals zu einem vom Kommissionsbuchhändler und Stadtrat Franz Wagner als Sommersitz genutzten Bauerngut, und der Lilo-Herrmann-Park zwischen Zweinaundorfer und Theodor-Neubauer-Straße gehörte zur ehemaligen Villa des Fabrikanten Karl Krause. Im Ramdohrschen Park steht das Denkmal für den Konteradmiral und Befehlshaber der ersten deutschen Reichsflotte Karl Rudolf Bromme, der 1804 in Anger geboren wurde.
Einen wesentlichen Zuwachs an Parkanlage erhielt Anger-Crottendorf mit dem Zuschlag des Volkshains Stünz (Stünzer Park) zum Ortsteil. Dieser südlich von Stünz in der Rietzschkeaue gelegene, 12,9 Hektar große Park mit großen Wiesen, schönem Baumbestand und einem Teich wurde 1898 von der Stadt Leipzig angelegt, nachdem sie dieses Gelände zu diesem Zwecke erworben hatte.
Zum Stadtgrün ist auch der parkähnliche städtische Ostfriedhof zwischen Zweinaundorfer und Oststraße an der südlichen Ortsteilgrenze zu zählen. Er entwickelte sich aus dem Dorffriedhof von Reudnitz und Crottendorf und ist heute mit 19,8 Hektar der zweitgrößte kommunale Friedhof der Stadt.

## Geschichte

### Als Dorf
1535 wird das Dorf Anger erstmals als „auff dem Anger“ schriftlich erwähnt. Bis 1552 unterstand es grundherrschaftlich dem Georgenkloster in Leipzig und ab diesem Zeitpunkt dem Rat zu Leipzig, es wurde eines der Ratsdörfer.
Crottendorf, bereits 1350 als „Cratendorf“ (d. h. 'Krötendorf') erstmals urkundlich erwähnt, gehörte bis 1590 zum Rittergut Zweinaundorf und wurde dann Ratsdorf. Von da an hatten die beiden Dörfer praktisch die gleiche Geschichte. Ihre Hauptaufgabe war die Versorgung der Stadt Leipzig, weshalb sie auch Kohlgartendörfer genannt wurden.

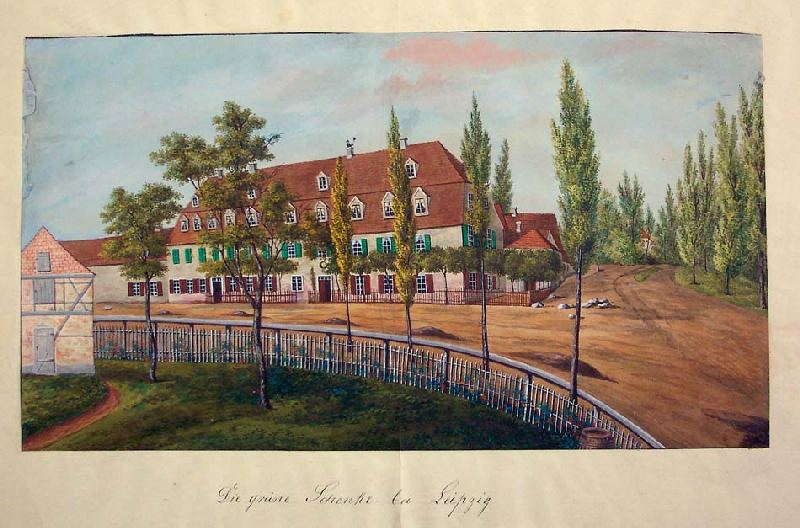
Grüne Schänke um 1880

Im Dreißigjährigen Krieg kam es in den Kohlgartendörfern zu beträchtlichen Verwüstungen, so wie auch in der Völkerschlacht die Dörfer in die Kriegshandlungen einbegriffen wurden. Ab etwa 1820 aber avancierten die beiden Dörfer zu einem beliebten Ausflugsziel der Leipziger. Dabei spielten die Gaststätten wie der Kleine Kuchengarten, Zum Lämmchen, Drei Mohren und die Grüne Schänke, die bereits 1699 erwähnt wurde, eine bedeutende Rolle.
Bis 1831 gingen die Kinder aus Anger und Crottendorf nach Reudnitz in die Schule, was für 1691 bereits erwähnt wurde. Dann errichteten beide Dörfer gemeinsam eine Schule in Anger an der Abzweigung des Zweinaundorfer Weges von der Angerschen Dorfstraße (seit 1901 Ecke Breite Straße/Zweinaundorfer Straße). Weil das Schulhaus bald zu klein wurde, wurde 1873 an gleicher Stelle ein größerer Bau errichtet, den zu Beginn 226 Schüler besuchten. Als schließlich 1885 die Schule in der Martinstraße fertig wurde, diente dieser als Sitz des Gemeindeamtes und von 1889 bis zu seinem Abbruch 1910 als Polizeiwache Anger-Crottendorf.
Nachdem 1839 die Sächsische Landgemeindeordnung eingeführt worden war, konnten Gemeinderatswahlen durchgeführt werden. Anlässlich dieser schlug die königliche Kreisdirektion vor, Anger, Crottendorf und Reudnitz zu vereinen. Alle drei Gemeinden lehnten ab. Anger und Crottendorf lagen bis 1856 im kursächsischen bzw. königlich-sächsischen Kreisamt Leipzig. Ab 1856 gehörten beide Orte zum Gerichtsamt Leipzig I und ab 1875 zur Amtshauptmannschaft Leipzig.

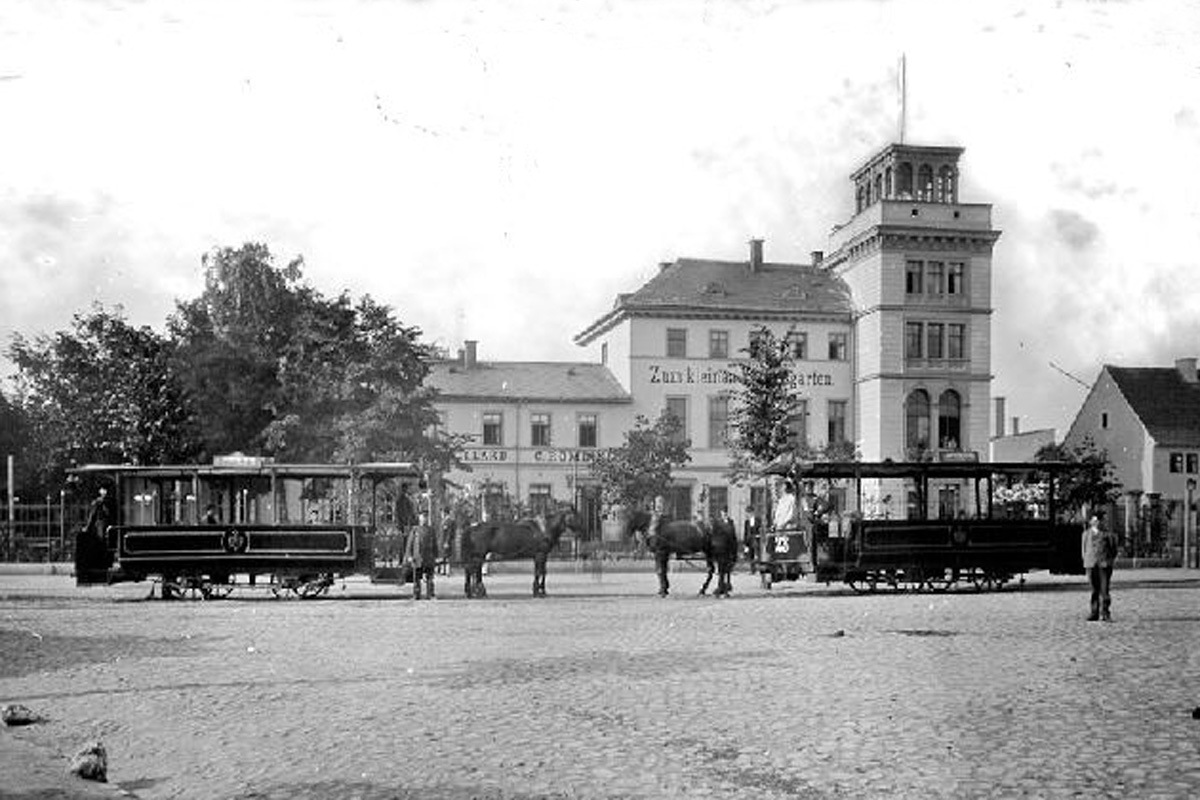
Pferdebahnen am Kleinen Kuchengarten, gegenüber der Grünen Schänke

1860 wurde der Pferdeomnibusbetrieb von Leipzig bis zur Grünen Schänke in Anger aufgenommen, der 1872 durch die Reudnitzer Linie der „Leipziger Pferde-Eisenbahn“ ersetzt wurde. Diese wurde 1888 von der Grünen Schänke über die Hauptstraße (heute Breite Straße) bis zum "Albertgarten" in der Albertstraße (heute Zweinaundorfer Straße) verlängert. 1868 gab es die ersten Gaslaternen in der Hauptstraße von Anger, und in den Jahren 1864–75 wurden die ersten bis zu vierstöckigen Mietshäuser errichtet.
1873 begann Karl Krause mit dem Aufbau seiner Fabrik für Papierverarbeitungs- und Druckmaschinen, die bis zu ihrem Ende 1994 das größte Unternehmen in Anger-Crottendorf bleiben sollte. Rasch folgten einige andere Betriebe. 1878 gab es schon elf Betriebe mit fast 300 Beschäftigten (150 davon bei Karl Krause) sowie acht Gärtnereien, acht Schankwirtschaften und vier Bäckereien.
Die 1870er-Jahre waren auch die Zeit des Eisenbahnbaus in und um Anger und Crottendorf. 1874 wurde der Bahnbetrieb Richtung Eilenburg aufgenommen und 1878 die sogenannte Hofer Verbindungsbahn vom Dresdner Bahnhof nach Connewitz eröffnet.
1883 vereinigten sich die beiden Dörfer zur Gemeinde Anger-Crottendorf. Diese hatte längst städtischen Charakter angenommen und wurde schließlich zusammen mit Reudnitz 1889 als die ersten der Leipzig umgebenden Dörfer nach Leipzig eingemeindet.

### Als Stadtteil

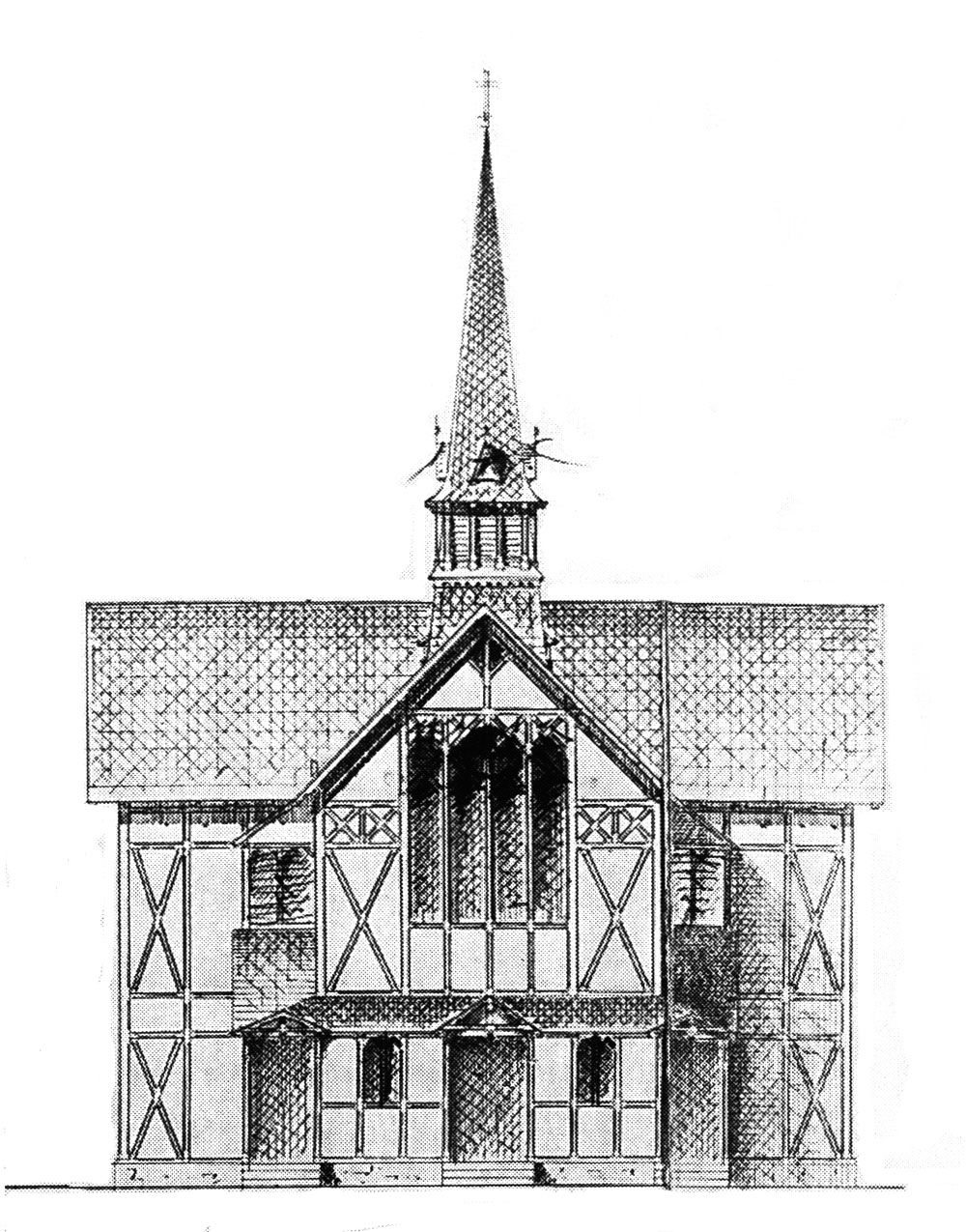
Interimskirche („Holzdom“)

1892 wurde Anger-Crottendorf ein eigener Pfarrbezirk, nachdem es bis dahin nach Schönefeld eingepfarrt war. Nicht zuletzt der zunehmenden Bevölkerungszahl Rechnung tragend, musste schnell eine Kirche gebaut werden. Man hatte sich deshalb zu einer Interimskirche entschlossen, die bereits 1891 an der Gartenstraße (ab 1906 Karl-Krause-Straße, jetzt Theodor-Neubauer-Straße) fertiggestellt worden war. Nach Plänen von Paul Lange war ein kreuzförmiger Fachwerkbau entstanden, der im Volksmund auch „Holzdom“ hieß und 1895 den Namen Trinitatiskirche erhielt.
1891 wurde die Grüne Schänke abgebrochen und hinter den nun an der Straße entstehenden Wohnhäusern ein prächtig ausgestatteter Neubau als „Mehnerts Concert- und Ballsäle“ errichtet, der aber bald wieder den Namen Grüne Schänke führte.
1897 wurde der elektrische Straßenbahnbetrieb nach Anger-Crottendorf aufgenommen, zunächst bis zum „Albertgarten“, Herbartstraße, und 1928 dann bis zum Ostfriedhof verlängert. Im Norden von Anger entstand 1898/99 die XXX. Bezirksschule an der Karl-Vogel-Straße, und auf dem Friedhof Anger-Crottendorf-Reudnitz (heute Ostfriedhof) wurden Kapelle und Leichenhalle gebaut.

Maschinenfabrik Karl Krause um 1900

1903 kam es zu einem Großbrand in der Maschinenfabrik Karl Krause. Die Schäden wurden schnell beseitigt und der Betrieb wuchs weiter. 1905 hatte die Fabrik 1140 Arbeiter und Beamte.
Verschiedene Baugenossenschaften und -vereine errichteten vor und nach dem Ersten Weltkrieg neue Wohnviertel (z. B. Posadowskyanlagen, Krönerstraße, Stünzer Straße). 1933 bis 1935 wurde nach Plänen von Rudolf Ladewig die bereits erwähnte Sternsiedlung Ost erbaut. Ihre Straßen wurden, dem damaligen Zeitgeist entsprechend, nach Städten im Saarland benannt.

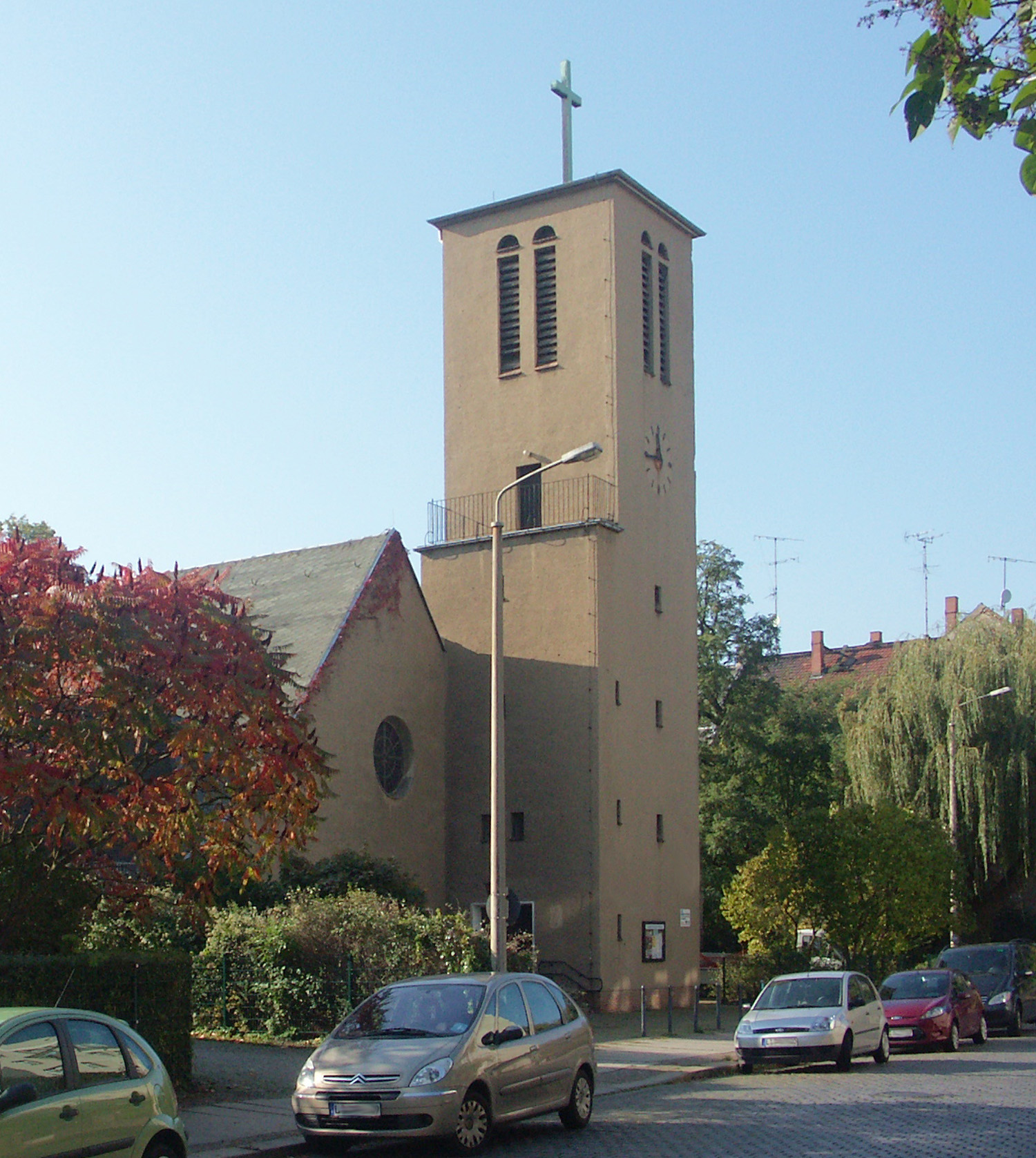
Trinitatiskirche

1937 wurde die Hauptfeuerwache Ost eingeweiht, in der 19 Feuerwehrleute rund um die Uhr im Einsatz waren. Im Zweiten Weltkrieg wurde die Feuerwache teilweise zerstört, inzwischen aber wiederhergestellt.
Durch Bomben zerstört wurde 1943 auch die Interimskirche, die bis dahin trotz mehrerer Anläufe nicht durch einen Neubau ersetzt werden konnte. Das geschah nun nach dem Zweiten Weltkrieg. Am 4. Juni 1950 (an Trinitatis) konnte die Kirche eingeweiht werden. Die Kirche ist eine der 49 Notkirchen, die nach dem Krieg als Typenprojekte nach einem Entwurf von Otto Bartning zum Ersatz für kriegszerstörte Bauten in deutschen Großstädten auf Initiative des Hilfswerkes der Evangelischen Kirche in Deutschland errichtet wurden. Dabei wurden Ziegelsteine der abgebrochenen Johanniskirche verwendet.

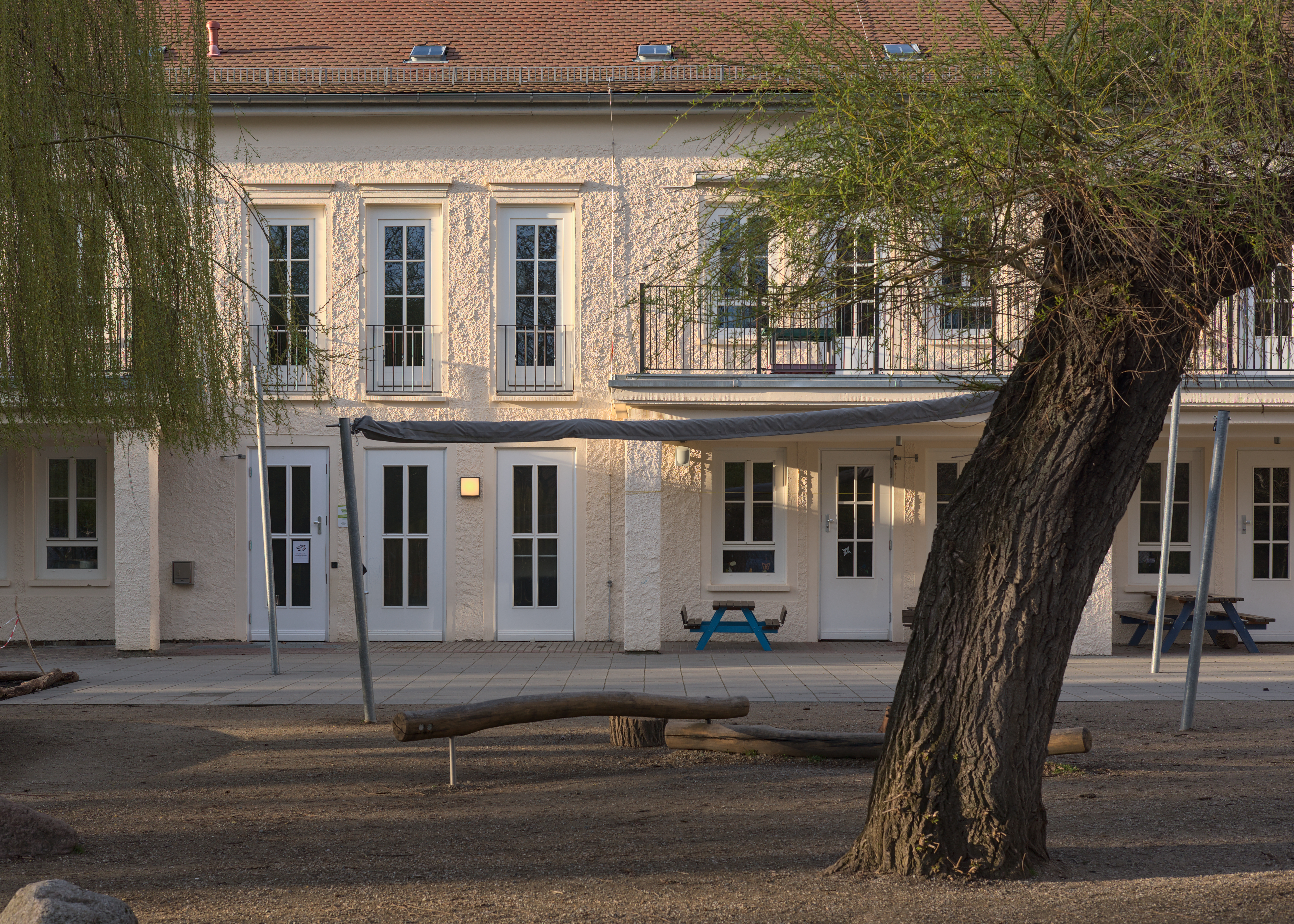
1955 errichteter Kindergarten in der Theodor-Neubauer-Str. 18

Beim Bombenangriff vom 27. Februar 1945 auf Leipzig gab es auch in Anger-Crottendorf außer Toten große Schäden an Wohngebäuden und Betrieben. Im bescheidenen Aufbau nach dem Krieg entstanden Mitte der 1960er Jahre Neubaublöcke mit 620 Wohnungen, einem Kindergarten und einer Kaufhalle.

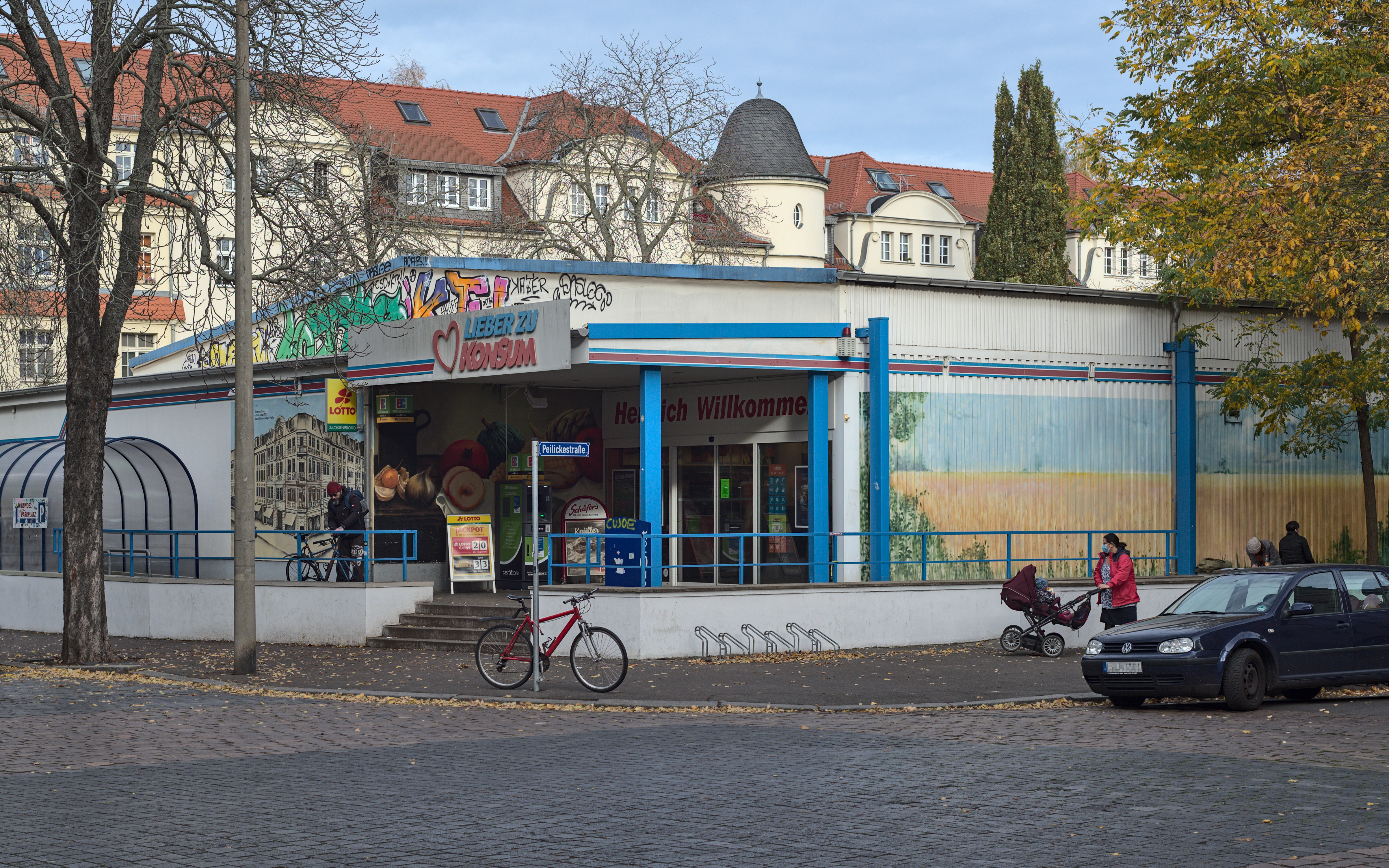
Konsumfiliale am Trinitatisplatz, die in einer Kriegslücke errichtet wurde

Mit der Übernahme Leipzigs durch die sowjetische Besatzungsmacht im Juli 1945 begann in der Maschinenfabrik Karl Krause die Demontage von Maschinen im Rahmen der Reparationsleistungen. 1948 wurde der Betrieb enteignet und 1960 ein Teil des VEB Buchbindereimaschinenwerke Leipzig, die ab 1970 dem Kombinat Polygraph Werner Lamberz angehörten. 1990 wurde das Kombinat aufgelöst und die Betriebe einzeln privatisiert. Die ehemalige Fabrik Karl Krause überlebte bis 1994. Die leeren Fabrikanlagen wurden abgebrochen und das Gelände eingeebnet. Es entstand ein Wildwuchs aus Birken und Buschwerk. Ein ins Auge gefasster Plan zur Bebauung mit einem Wohngebiet wurde bisher nicht realisiert.
Seit Mitte der 1990er Jahre findet aber auch in Anger-Crottendorf eine rege Sanierung von Alt- und Neubauten, Errichtung von Wohn- und Geschäftshäusern statt. Mit der kommunalen Neugliederung Leipzigs im Jahre 1992 wurde das bis dahin zum Stadtbezirk Südost gehörige Anger-Crottendorf als Ortsteil mit der Ortsteilnummer 22 dem Stadtbezirk Ost zugeordnet.

## Bevölkerung
Während 1552 und 1764 für Anger und Crottendorf jeweils elf beziehungsweise zehn „besitzende Männer“ angegeben wurden und 1832 Anger 23 und Crottendorf 19 Häuser aufwiesen, geht aus der Tabelle hervor, dass sich Anger ab der Mitte des 19. Jahrhunderts bedeutend schneller entwickelte als sein Nachbardorf.
Die Abnahme der Einwohnerzahl in der zweiten Hälfte des 20. Jahrhunderts dürfte unter anderem in der abnehmenden Belegungsdichte der immer noch überwiegenden Altbauwohnungen zu suchen sein, die durch ausgebliebene Sanierungsarbeiten zur Zeit der DDR zusehends verfielen. Nach 1990 entwickelte sich die Einwohnerzahl von Anger-Crottendorf noch deutlich negativer als in Leipzig insgesamt: Im Verlauf der 1990er Jahre verlor der Ortsteil rund 30 Prozent seiner Bevölkerung, 1999 erreichte die Einwohnerzahl des Stadtteils ihren tiefsten Stand seit Beginn des 20. Jahrhunderts. Seither nimmt die Bevölkerung wieder kontinuierlich zu, im Jahre 2023 erreichte sie einen Stand von 12.465 Einwohnern.
| Jahr | Anger | Crottendorf |
| ---- | ----- | ----------- |
| 1800 | 0120  |             |
| 1818 | 0170  | 115         |
| 1834 | 0240  | 222         |
| 1864 | 0679  | 333         |
| 1871 | 1.055 | 334         |
| 1875 | 1.487 | 464         |
| 1880 | 2.482 | 589         |

| Jahr | Anger-Crottendorf |
| ---- | ----------------- |
| 1885 | 04.680            |
| 1900 | 15.789            |
| 1910 | 19.745            |
| 1925 | 23.638            |
| 1933 | 24.310            |

| Jahr | Anger-Crottendorf |
| ---- | ----------------- |
| 2000 | 08.243            |
| 2005 | 09.156            |
| 2010 | 09.443            |
| 2015 | 11.024            |
| 2020 | 12.293            |
| 2024 | 12.798            |

Stand: 31.12. des jeweiligen Jahres

## Politik
Bei den Wahlen zum Sächsischen Landtag gehört Anger-Crottendorf zum neuen Wahlkreis Leipzig 8, bei Bundestagswahlen zum Bundestagswahlkreis Leipzig I (Wahlkreis 152).
Die Bundestagswahl 2021 führte bei einer Wahlbeteiligung von 75,9 % zu folgendem Zweitstimmenergebnis:
| Partei                | Anger-Crottendorf | Stadt Leipzig |
| --------------------- | ----------------- | ------------- |
| Bündnis 90/Die Grünen | 24,3 %            | 18,5 %        |
| Die Linke             | 18,7 %            | 13,7 %        |
| SPD                   | 16,6 %            | 20,9 %        |
| AfD                   | 11,3 %            | 13,3 %        |
| CDU                   | 09,5 %            | 14,0 %        |
| FDP                   | 08,6 %            | 10,1 %        |
| Sonstige              | 11,0 %            | 09,5 %        |

## Infrastruktur

### Verkehr

#### S-Bahn

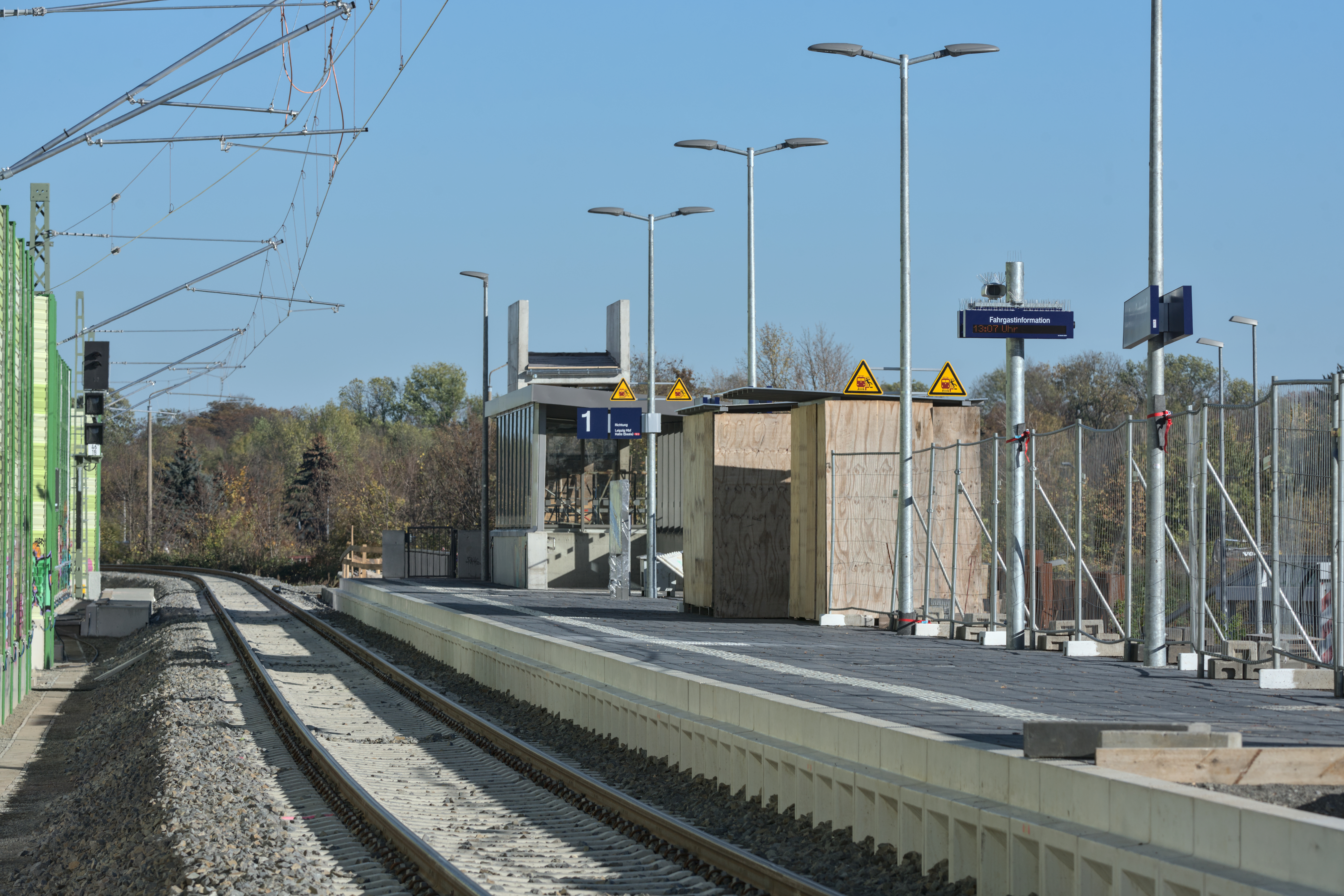
Umbau der Station am Güterring: neuer Mittelbahnsteig seit 2023 halbseitig in Betrieb

Obwohl mehrere Gleistrassen durch Anger-Crottendorf führen oder führten, erhielt der Stadtteil erst 1969 mit der Errichtung des S-Bahnhaltepunktes Anger-Crottendorf einen Zugang zum Eisenbahnverkehr. Dieser wurde auf der östlich vom Hauptbahnhof ausgehenden Trasse, die bis Connewitz die »zweite Verbindungsbahn« und dann die Ferngleise der Bahnstrecke Leipzig–Hof nutzte, eingerichtet. So bestand eine direkte Verbindung (Linie A, später S1) zum Leipziger Hauptbahnhof (8 Minuten Fahrzeit). Über die meiste Zeit des Betriebes bestand ein 20-Minuten-Takt. Am Haltepunkt Leipzig Anger-Crottendorf (Abkürzung: LACF) hielt am 24. November 2012 letztmals ein Zug; zum 25. November 2012 wurde die Bahnstrecke Leipzig Hbf–Leipzig-Connewitz auf dem Abschnitt zwischen Leipzig Hbf und Leipzig-Stötteritz stillgelegt. Die Bahngleise werden abgebaut und ein Höhenweg für Fußgänger und Radfahrer mit der Bezeichnung „Parkbogen Ost“ geplant.
Am 15. Dezember 2013 wurde im Zuge der Eröffnung des Leipziger City-Tunnels eine vollständige Neuausrichtung der S-Bahn Mitteldeutschland realisiert. Im Rahmen der netzergänzenden Maßnahmen wurde auf der weiter östlich verlaufenden Bahnstrecke Leipzig-Engelsdorf–Leipzig-Connewitz ein neuer Haltepunkt errichtet. Der Bahnsteig Richtung Stadtmitte wurde auf der alten Trasse zum Eilenburger Bahnhof gebaut. Der Bahnsteig Richtung Wurzen befindet sich auf der Böschung zur Straße hin. Dieses ermöglicht zwar erstmals eine direkte Anbindung nach Wurzen, jedoch wurde die neue Trassenführung Richtung Hauptbahnhof über Stötteritz südlich in den Citytunnel verlegt, wodurch sich die Fahrzeit zum Hauptbahnhof verlängert. Allerdings entstand mit den Untergrundbahnhöfen des Tunnels eine direkte Anbindung an den historischen Stadtkern.
Im Rahmen eines Projekts zur Erneuerung von sieben Eisenbahnüberführungen im Streckenabschnitt Leipzig-Engelsdorf – Leipzig-Stötteritz wird auch der Haltepunkt Anger-Crottendorf umgebaut. Der Haltepunkt erhielt 2023 einen Mittelbahnsteig. Zunächst wurde nur die westliche Hälfte des Bahnsteiges in Betrieb genommen. Die Baumaßnahme soll noch bis Ende 2024 andauern. Dann erst wird das Projekt abgeschlossen und ein Personenaufzug von der Zweinaundorfer Straße einen barrierefreien Zugang ermöglichen. Im Süden erhält der neue Bahnsteig zudem einen zweiten Zugang, der mittels Fußgängerunterführung eine Zuwegung zur Anger-Crottendorfer-Bahnschneise und damit zum Lene-Voigt-Park herstellt.

#### Straßenbahn und Bus

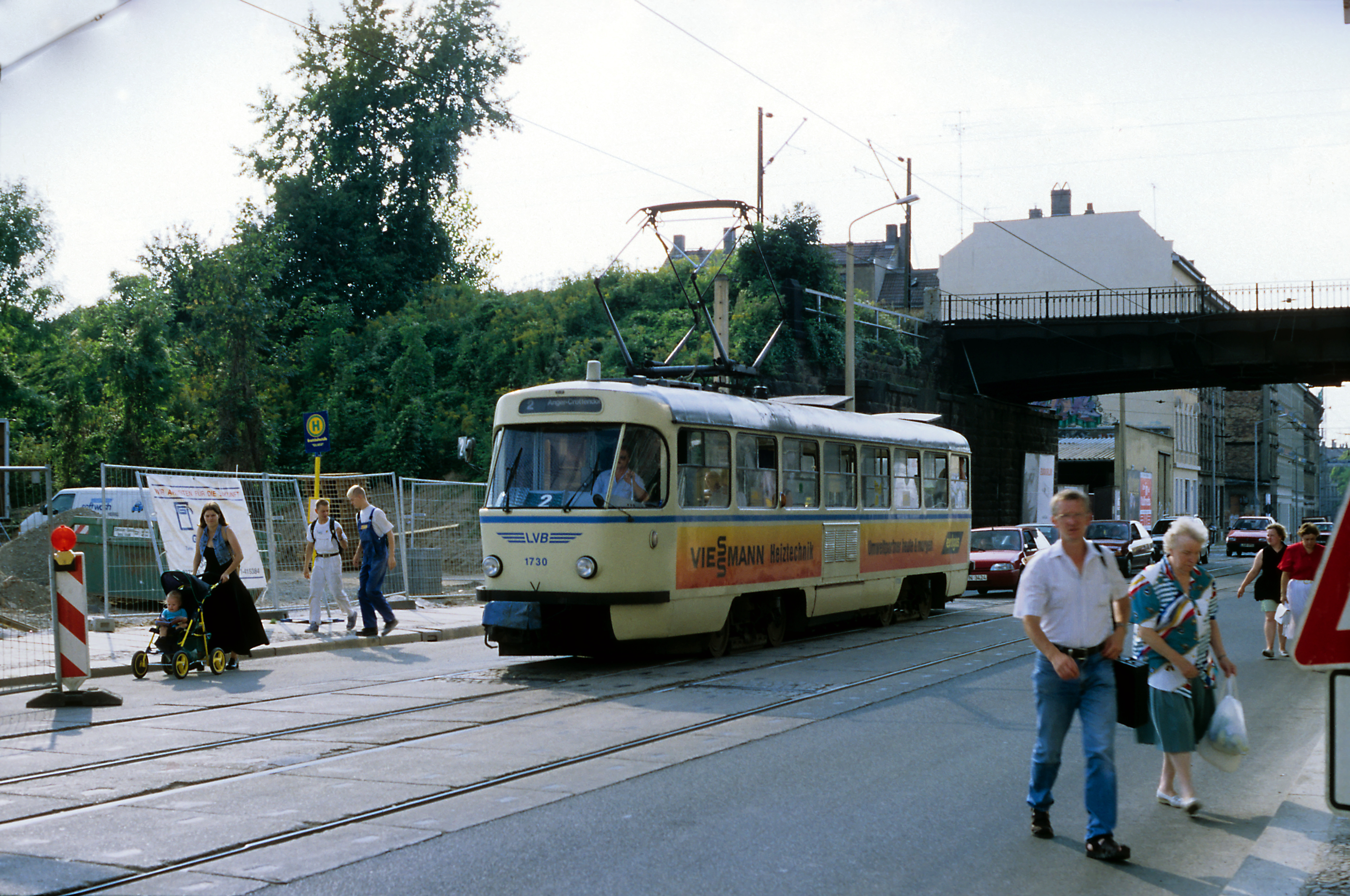
Kurz vor der Stilllegung 1997: Straßenbahn der Linie 2 vor der im Bau befindlichen Tankstelle in der Zweinaundorfer Straße

Über die Breite und die Wurzner Straße ist Anger-Crottendorf mit den Straßenbahnlinien 4 und 7 erreichbar. Der Straßenbahnverkehr in der Zweinaundorfer Straße wurde 1997 eingestellt. Dafür verkehren hier seither die Buslinien 72 und 73 vom Hauptbahnhof in die weiter östlichen Stadtteile. Die Nordost-Süd-Buslinie 70 berührt Anger-Crottendorf an der Breiten Straße. Seit 2024 wird der Ortsteil zusätzlich von einem sogenannten Quartiersbus bedient, welcher als Linie 71 die Gegend um den Trinitatisplatz und die Theodor-Neubauer-Straße an die Straßenbahn- und Buslinien in Reudnitz anbindet.

#### Individualverkehr
Mit der Breiten Straße und der Wurzner Straße tangieren verkehrsreiche Straßen nur den Ortsteil, sichern aber dennoch eine gute Straßenverkehrsanbindung. Die Wurzner Straße ist historisch ein Teil der alten Handelsstraße Via Regia, während die Breite Straße aus der Angerschen Dorfstraße hervorging. Die bedeutendste Straße durch den Ortsteil ist die Zweinaundorfer Straße. Aus der alten Crottendorfer Dorfstraße wurde die heutige Theodor-Neubauer-Straße.

### Bildung
In Anger-Crottendorf gibt es zwei Grundschulen, die bereits 1885 eingeweihte 25. Schule in der Martinstraße (auch als Martinschule bezeichnet) und die 74. Schule in der Friedrich-Dittes-Straße. Letztere ist ein Plattenbau aus der DDR-Zeit. Sie wurde 1981 als 74. Polytechnische Oberschule eröffnet und wird seit 1992 als 74. Schule – Grundschule – betrieben.
1981 zog die bereits seit 1952 in Leipzig existierende Sprachheilschule Leipzig in einen Neubau in der Friedrich-Dittes-Straße. Seit 2002 heißt diese Einrichtung Förderzentrum/Sprachheilschule Käthe Kollwitz.
Bis Ende der 1990er-Jahre befand sich in der Karl-Vogel-Straße die aus der XXX. Bezirksschule hervorgegangene Richard-Wagner-Schule, Gymnasium (meist kurz Riwa genannt). Das historische Gebäude wurde in den Jahren 2014–2016 umfangreich saniert und beherbergt heute die hierhin verlegte Sprachheilschule Käthe Kollwitz.

## Persönlichkeiten

### Söhne und Töchter des Ortes
- Karl Rudolf Brommy (1804–1860), Konteradmiral und Befehlshaber der ersten deutschen Reichsflotte, in Anger geboren
- Conrad Hermann (1819–1897), Philosoph und Hochschullehrer, in Anger geboren
- Walter Andrae (1875–1956), Bauforscher und vorderasiatischer Archäologe, in Anger geboren
- Elisabeth Andrae (1876–1945), Malerin, in Anger geboren
- Karl Haubenreißer (1903–1945), Schauspieler

### Mit Anger-Crottendorf verbundene Persönlichkeiten
- Karl Krause (1823–1902), Unternehmer, baute ab 1873 in Anger seinen Papierverarbeitungs- und Druckmaschinenbetrieb auf
- Clemens Meyer (* 1977), Schriftsteller, in Anger-Crottendorf aufgewachsen